# Hassela
För andra betydelser, se Hassela (olika betydelser).
Hassela är en tätort i Nordanstigs kommun i norra Hälsingland. Hassela kyrka ligger här.
Ett par kilometer sydost om tätorten ligger småorten Hassela kyrkby, där en äldre kyrka fanns till 1826.  
År 2011 restes Sveriges högsta kors på Svartberget i Hassela. Korset är 30 meter högt (vilket i storlek kan jämföras med Kristusstatyn i Rio de Janeiro, som är 38 meter hög).

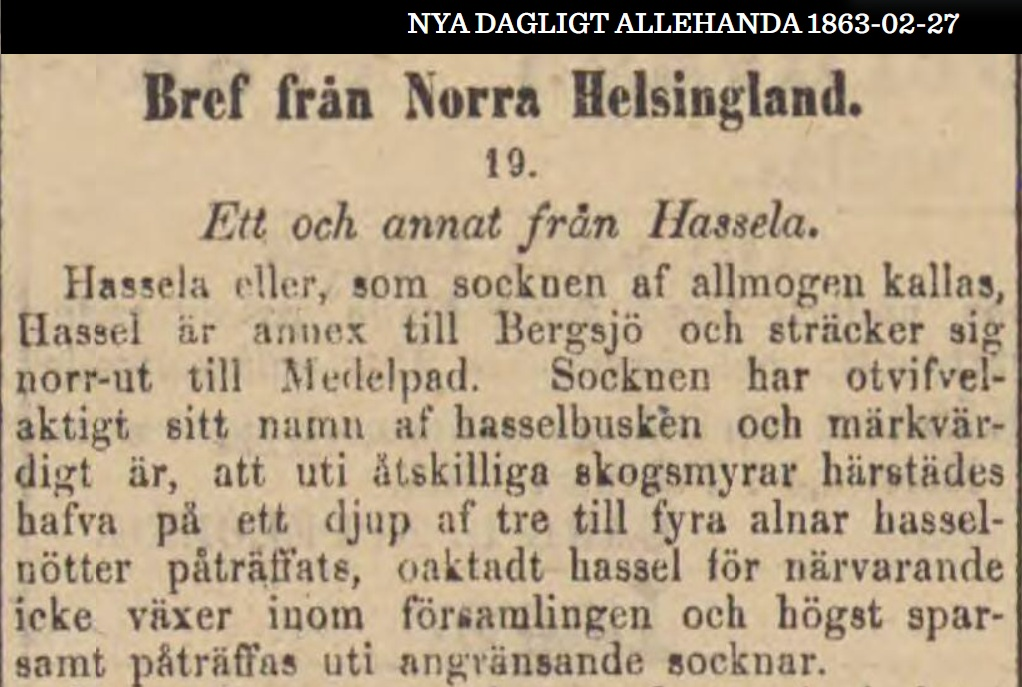
I Nya dagligt allehanda år 1863 i kolumnen "Bref från Norra Helsingland" beskriver författaren ortsnamnets uppkomst.

Ortsnamnet Hassela härstammar troligtvis från buskväxten Hassel. Fynd av fossila hasselnötter i norrländska torvmossar visar att hasseln i Sverige förr gick mycket längre mot norr än nu, men genom sommarvärmens avtagande har utbredningsområdet minskat.
Hasselamål är en av de dialekter i Hälsingland som räknas som rent norrländska. 
I Hassela ligger Hassela Ski Resort, en skidanläggning där den första liften byggdes 1973. Anläggningen har i dag 8 liftar och 18 nedfarter. Hassela Ski Resort är OS-guldmedaljören Andre Myhrers hemmabacke. 

## Befolkningsutveckling
| Befolkningsutvecklingen i Hassela 1960–2020                      | Befolkningsutvecklingen i Hassela 1960–2020 | Befolkningsutvecklingen i Hassela 1960–2020 | Befolkningsutvecklingen i Hassela 1960–2020 | Befolkningsutvecklingen i Hassela 1960–2020 |
| ---------------------------------------------------------------- | ------------------------------------------- | ------------------------------------------- | ------------------------------------------- | ------------------------------------------- |
|                                                                  |                                             |                                             |                                             |                                             |
| År                                                               |                                             |                                             | Folkmängd                                   | Areal (ha)                                  |
| 1960                                                             | 1960                                        |                                             | 232                                         |                                             |
| 1965                                                             | 1965                                        |                                             | 227                                         |                                             |
| 1970                                                             | 1970                                        |                                             | 218                                         |                                             |
| 1975                                                             | 1975                                        |                                             | 304                                         |                                             |
| 1980                                                             | 1980                                        |                                             | 294                                         |                                             |
| 1990                                                             | 1990                                        |                                             | 543                                         | 99                                          |
| 1995                                                             | 1995                                        |                                             | 488                                         | 102                                         |
| 2000                                                             | 2000                                        |                                             | 412                                         | 102                                         |
| 2005                                                             | 2005                                        |                                             | 375                                         | 102                                         |
| 2010                                                             | 2010                                        |                                             | 364                                         | 101                                         |
| 2015                                                             | 2015                                        |                                             | 329                                         | 90                                          |
| 2018                                                             | 2018                                        |                                             | 349                                         | 91                                          |
| 2020                                                             | 2020                                        |                                             | 329                                         | 91                                          |
| Anm.: Namnändring på tätorten 1980 från Kyrkbacken till Hassela. |                                             |                                             |                                             |                                             |